# František Richter
František Richter (27. srpna 1931 – 27. března 2020) byl český motocyklový závodník, reprezentant v ploché dráze.

## Závodní kariéra
V Mistrovství Československa jednotlivců na klasické ploché dráze vyhrál v roce 1959, v roce 1961 skončil na 2. místě a v roce 1962 na 3. místě. V mistrovství světa družstev 1960 v Göteborgu skončil na 3. místě. Ve finále Mistrovství světa jednotlivců na dlouhé ploché dráze v roce 1960 v Plattlingu skončil na 5. místě. Několikrát startoval v Mistrovství světa jednotlivců, nejlepší výsledek dosáhl 13. místem v evropském finále 1960 ve Wroclawi. V roce 1959 vyhrál Zlatou přilbu SNP.